# Lobbach (Elsenz)
Die Lobbach ist ein Bach im Rhein-Neckar-Kreis im nordwestlichen Baden-Württemberg, der in Meckesheim von rechts in die Elsenz mündet und einen Teil des Kleinen Odenwalds entwässert.

## Name
Nach der Lobbach ist die Gemeinde Lobbach benannt, in deren Gebiet sie lange läuft. Der Unterlauf wird auch Maienbach genannt.

## Geographie
Die Lobbach hat keine eigene Quelle, sondern entsteht am Ostrand von Waldwimmersbach auf etwa 225 m ü. NN aus dem Zusammenfluss ihrer zwei Oberläufe Wimmersbach und Mannbach, die sich weder in Länge noch Einzugsgebietsfläche sehr voneinander unterscheiden.

### Wimmersbach
Dieser rechte Oberlauf entsteht auf etwa 385 m ü. NN etwa einen Kilometer nordöstlich des Schönbrunner Dorfes Haag im Wald. Er fließt zunächst südwestlich, verlässt dann auf Westlauf den Wald auf Haag zu, das er in einem Bogen nach links durchquert, um danach wieder südwestlich zu ziehen. An der Haager Mühle tritt er hierbei in ein Waldtal mit immer wieder offenen Abschnitten auf dem Grund ein, durch welches ihn die L 595 begleitet. Am Sportplatz im Osten von Waldwimmersbach läuft er mit der hier von Ostsüdosten kommenden Mannbach zusammen, wodurch die Lobbach entsteht.
Der Wimmersbach ist 4,9 km lang und liefert der Lobbach ein Teileinzugsgebiet von 5,8 km².

### Mannbach
Der linke Oberlauf Mannbach entsteht auf etwa 372 m ü. NN etwa einen Kilometer im Osten von Haag im selben großen Waldgebiet wie der Wimmersbach und nur etwa 700 Meter südlich von diesem. Er zieht lange südwestlich durch den Wald und am Waldrand, bis er in der Tallichtung Rehhecken sich nach Westnordwesten wendet und nach einem weiteren Kilometer Unterlauf neben der L 532 sich mit dem Wimmersbach zur Lobbach vereint.
Der Mannbach ist 4,8 km lang und liefert der Lobbach ein Teileinzugsgebiet von 5,9 km².

### Verlauf
Die Lobbach durchläuft Waldwimmersbachs westwärts und dann in einer Biegung um den Hackenberg auf danach Südwestlauf; diese Richtung behält sie bis zuletzt bei. Nach der Mündung des Hettenbachs von links liegt auf dieser Seite wieder ein bewaldeter Berg an, wo dessen Bewaldung wieder endet, beginnt das rechts am Ufer und auf dem Hang liegende Lobenfeld, dem auf derselben Seite etwas ferner vom Ufer das Kloster Lobenfeld unmittelbar folgt; ans linke Ufer grenzt hier – ohne Besiedlung am Lauf – die Gemeinde Spechbach. Vor dem nächsten Dorf Mönchzell im Tal, das schon zur Gemeinde Meckesheim gehört, speist der zweite größere Zufluss Langentalgraben die Lobbach von rechts, danach das Brunnenbächel ebenfalls von rechts gegenüber dem Buchwald. Nach einem kurzen Abschnitt mit Bewaldung an beiden Hängen erreicht der Bach Meckesheim selbst. Dort mündet die Lobbach nach einem kurzen Stück Westlaufs auf etwa 139 m ü. NN von rechts in die mittlere Elsenz.
Die Lobbach hat, je nachdem, wo man sie beginnen lässt, eine Länge von 9,9 km (ab dem Oberlauf-Zusammenfluss in Waldwimmersbach) oder von 14,9 km (ab der Waldquelle des Wimmersbachs bei Haag mitsamt diesem). Im Oberlauf haben sich seine Oberläufe und der Bach selbst in den oberen Buntsandstein eingegraben, etwa ab Lobenfeld schneidet er die geologisch höheren Schichten des oberen, mittleren und unteren Muschelkalks an.

### Einzugsgebiet

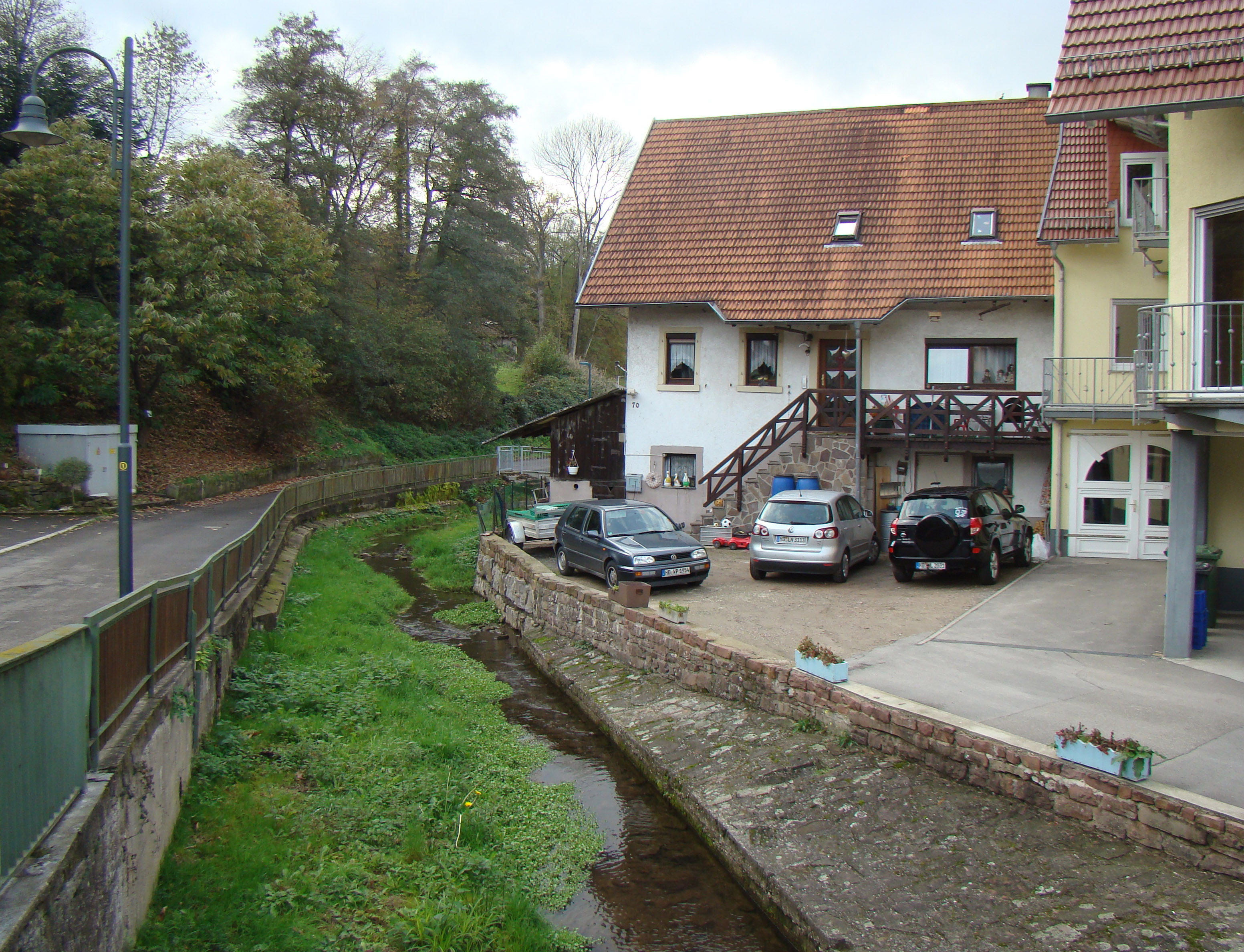
Die Lobbach in Waldwimmersbach

Das Einzugsgebiet der Lobbach gehört mit seinem oberen Teil bis etwa zum Linksschwenk des Bachlaufs nach Südwesten in Waldwimmersbach dem Östlichen Kleinen Odenwald des Naturraums Sandsteinodenwald an. Der Mittel- und Unterlauf der Lobbach selbst mitsamt deren dortigen Zuflüssen liegen dagegen im Unterraum Schwarzbachgäu des Kraichgaus. Der nördlichste und zugleich höchste Punkt, der zur Lobbach hin entwässert, liegt auf rund 448 m ü. NN westlich von Schönbrunn am Flurrand zum Bürgerwald.
Das Einzugsgebiet der Lobbach ist uncharakteristisch schmal und – gemessen an der Bachlänge – mit 27,0 km² recht klein. Reihum liegen nacheinander die Einzugsgebiete folgender Gewässer an: im Nordnordwesten das des Finsterbachs, im Norden das des Pleutersbachs, die beide in den Neckar münden; im Nordosten das des Forellenbachs, im Osten das des Wartschaftsbachs oder Viehtriebbachs, im Südosten das des Epfenbachs, die alle dem Schwarzbach zulaufen, der weniger als einen Kilometer vor der Lobbach selbst in die Elsenz mündet; nach kleineren Elsenz-Zuflüssen und dem ihr unterhalb von Meckesheim zulaufenden Mühlbach im Südwesten konkurriert der Biddersbach hinter der westlichen Wasserscheide.
Das Einzugsgebiet ist überwiegend ländlich geprägt. Neben den bereits genannten Gemeinden Schönbrunn, Lobbach und Meckesheim erstreckt es sich auf kleinere Teile der Markungen von Reichartshausen, Epfenbach und Spechbach. Unterhalb der Quellbäche bleiben alle Zuflüsse unter zwei Kilometern Länge.

### Zuflüsse und Seen
Hierarchische Liste der Zuflüsse und  Seen von der Quelle zur Mündung. Gewässerlänge, Seefläche, Einzugsgebiet und Höhe nach den entsprechenden Layern auf der Onlinekarte der LUBW. Andere Quellen für die Angaben sind vermerkt.
Ursprung des Lobbachs auf etwa 225 m ü. NN am Ostrand von Waldwimmersbach beim Sportplatz aus dem Zusammenfluss von Wimmersbach und Mannbach. Der Bach fließt dann erst westlich.
- Wimmersbach, rechter Oberlauf, 4,9 km und 5,8 km².[LUBW 6] Entsteht auf etwa 385 m ü. NN etwa 1,0 km ostnordöstlich des Ortsrandes von Haag im Hangwaldgewann Heimatwiese und fließt fast durchwegs südwestlich.
  -  Durchfließt auf etwa 355 m ü. NN kurz nach dem Waldaustritt noch vor Haag einen Teich, etwa 0,1 ha.
  - Schnatzbach, von rechts und Nordwesten auf etwa 340 m ü. NN in Haag gegenüber der Friedhofskapelle, 0,5 km und ca. 1,3 km². Entsteht auf etwa 358 m ü. NN wenig vor dem Ort.
  - Birkenrotgraben, von rechts und Nordwesten auf etwa 312 m ü. NN zu Füßen von Haag noch vor der Haager Mühle, 0,8 km und ca. 0,6 km². Entsteht auf etwa 380 m ü. NN am Waldeintritt des Birkenrotweges als dessen Straßengraben.
  - (Waldklingenzufluss), von rechts und Norden auf etwa 310 m ü. NN in der Tallichtung Wolfingswiesen, ca. 1,0 km[LUBW 7] und ca. 0,7 km². Entsteht auf etwa 333 m ü. NN am Beginn des Pohberg-Waldes unter der Geisinger Höhe.
- Mannbach, linker Oberlauf, ca. 4,8 km[LUBW 8] und 5,9 km².[LUBW 6] Entsteht auf etwa 372 m ü. NN etwa 0,9 km östlich des Ortsrandes von Haag im Großen Wald und läuft zunächst südwestlich.
  - Steingraben, von rechts und Norden auf etwa 252 m ü. NN in der Lichtung Rehhecken, 1,1 km und ca. 0,7 km². Entspringt auf etwa 322 m ü. NN im Bergwald Stein.
  - Potaschengraben (!), von links und Ostnordosten auf etwa 252 m ü. NN fast noch gegenüber dem vorigen, ca. 1,9 km[LUBW 8] und ca. 1,8 km². Entsteht auf etwa 335 m ü. NN im Walddistrikt Qualberg.
    - Plattengraben, von links und Süden auf etwa 275 m ü. NN im Talwald nach der Hummelwiese, 0,7 km und ca. 0,4 km². Entsteht auf etwa 318 m ü. NN im Wald.
- Herlingsgraben, von rechts und Norden auf etwa 210 m ü. NN an der Lobbachbrücke der L 532 in Waldwimmersbach, 0,8 km und ca. 0,9 km². Entsteht auf etwa 270 m ü. NN kurz vor dem Siedlungsrand. Im Dorf verdolt.
- (Zufluss), von rechts und Norden auf etwa 208 m ü. NN in Waldwimmersbach, ca. 2,2 km[LUBW 7] und ca. 1,7 km². Entsteht auf etwa 306 m ü. NN im Administrationswald. Im Dorf verdolt.
Nach diesem Zufluss schwenkt die Lobbach auf Südwestlauf.
- Hettenbach, von links und Osten auf etwa 195 m ü. NN zwischen Waldwimmersbach und dem Hettenbachhof, 1,8 km und 1,0 km².[LUBW 6] Entsteht auf etwa 285 m ü. NN unterm Hummelberg am Rand des Buchwalds.
- Wimmersbachergraben, von links und Nordosten auf etwa 175 m ü. NN gegenüber Lobenfeld, 1,3 km und ca. 0,5 km². Entsteht auf etwa 230 m ü. NN am Königsrain.
- Langentalgraben, von rechts und Nordwesten auf etwa 159 m ü. NN etwa einen halben Kilometer vor dem Ortsrand von Mönchzell, 1,8 km und 1,0 km².[LUBW 6] Entsteht auf etwa 196 m ü. NN im Wald unterm Heuberg.
- Brunnenbächel, von rechts und Nordwesten auf etwa 153 m ü. NN in Mönchzell, 1,8 km und 1,4 km².[LUBW 6] Entsteht auf etwa 205 m ü. NN im Waldgewann Trösterlein.
  - Salzberggraben, von rechts und Westnordwesten auf etwa 165 m ü. NN noch vor Mönchzell, 0,5 km und ca. 0,2 km². Entsteht auf etwa 215 m ü. NN am Finkenberg.
  - Katzengraben, von rechts und Westsüdwesten auf etwa 164 m ü. NN am ersten Anwesen von Mönchzell, 0,6 km und ca. 0,1 km². Entsteht auf etwa 217 m ü. NN am Katzenberg.
  - Allmendgraben, von rechts und Nordwesten auf rund 160 m ü. NN verdolt an der Mönchzeller Kirche, 0,7 km und ca. 0,1 km². Entsteht auf etwa 200 m ü. NN als Weggraben am Neckargemünder Weg.
- Steinbächel, von rechts und Norden auf etwa 148 m ü. NN bei zwischen Mönchzell und Meckesheim, 1,6 km und ca. 1,0 km². Entsteht auf etwa 230 m ü. NN im Eichfeld.

Mündung der Lobbach von rechts und zuallerletzt Osten auf 139 m ü. NN in die Elsenz in Meckesheim kurz vor dem Steg in Fortsetzung der Steingasse. die Lobbach auf ihrem Namenslauf ab dem Zusammenfluss ihrer zwei Quellbäche bei Waldwimmersbach  9,9 km lang, ab der Quelle ihres geringfügig längeren rechten Oberlaufes Wimmersbach bei Haag 14,9 km. Sie hat ein Einzugsgebiet von 26,9 km².

### Orte
Orte und Siedlungsplätze mit Gemeindeangehörigkeit am Lauf, von der Quelle bis zur Mündung.

### Rechter Oberlauf Wimmersbach
Rhein-Neckar-Kreis
- Gemeinde Schönbrunn
  - Gemeindeteil Haag
    - Haag (Dorf, vorwiegend rechts)
    - Haager Mühle (Einzelhaus, rechts)
- Gemeinde Lobbach
  - Gemeindeteil Waldwimmersbach
    - (nur Gebietsanrainer)

### Linker Oberlauf Mannbach
Rhein-Neckar-Kreis
- Gemeinde Schönbrunn
  - Gemeindeteil Haag
    - (nur Gebietsanrainer, rechts)

Neckar-Odenwald-Kreis
- Gemeinde Schwarzach
  - Gemeindeteil Unterschwarzach
    - (nur Gebietsanrainer, links)

Rhein-Neckar-Kreis
- Gemeinde Reichartshausen
  - (nur Gebietsanrainer ohne Gemeindeteile, links)
- Gemeinde Epfenbach
  - (nur Gebietsanrainer ohne Gemeindeteile)
- Gemeinde Lobbach
  - Gemeindeteil Waldwimmersbach
    - (ohne Besiedlung am Lauf)

### Lobbach selbst
Rhein-Neckar-Kreis
- Gemeinde Lobbach
  - Gemeindeteil Waldwimmersbach
    - Waldwimmersbach (Dorf, überwiegend rechts)
    - Gewerbegebiet Spitzäcker/Neurott (rechts auf dem Hügel)

  - Gemeindeteil Lobenfeld
- Gemeinde Spechbach
  - Hettenbachhof (Aussiedlerhof, links in der Aue)
  - Gemeindeteil Lobenfeld
    - Lobenfeld (Dorf, rechts)
    - Kloster Lobenfeld (rechts am Unterhang)
- Gemeinde Spechbach
  - Klosterberghof (Aussiedlerhof, gegenüber dem Kloster rechts auf dem Hügel)
- Gemeinde Meckesheim
  - Gemeindeteil Mönchzell
    - Mönchzell (Dorf, überwiegend rechts)

  - Gemeindeteil Meckesheim
    - Meckesheim (Dorf)

## Menschliche Eingriffe
Für den Hochwasserschutz im Bereich der Lobbach ist seit 1997 der Zweckverband Hochwasserschutz im Einzugsbereich Elsenz und Schwarzbach zuständig. Durch diesen wurde 2004 ein Hochwasserrückhaltebecken oberhalb von Mönchzell fertiggestellt.

## Naturschutz
Der Lobbach verläuft auf ganzer Länge im Naturpark Neckartal-Odenwald. Naturschutzgebiete sind im Bereich des Bachs nicht ausgewiesen; die Waldgebiete am Wimmers- und Mannbach stehen unter Landschaftsschutz. Der Gewässerbericht 2004 ordnete das Wasser der Lobbach in die Güteklasse II (mäßig belastet) ein.

## Verkehr
Das Lobbachtal hat nur für den lokalen Verkehr Bedeutung. Auf ganzer Länge wird es von einer Kreisstraße durchzogen und bei Lobenfeld und Waldwimmersbach jeweils von einer Landesstraße gequert.

### LUBW
Amtliche Online-Gewässerkarte mit passendem Ausschnitt und den hier benutzten Layern: 

Allgemeiner Einstieg ohne Voreinstellungen und Layer: Daten- und Kartendienst der Landesanstalt für Umwelt Baden-Württemberg (LUBW) (Hinweise)
1. 1 2 3 4  Höhe nach dem Höhenlinienbild auf dem Hintergrundlayer Topographische Karte.
2. 1 2 3  Länge nach dem Layer Gewässernetz (AWGN).
3. 1 2  Einzugsgebiet aufsummiert aus den Teileinzugsgebieten nach dem Layer Basiseinzugsgebiet (AWGN).
4. ↑  Seefläche nach dem Layer Stehende Gewässer.
5. ↑  Einzugsgebiet abgemessen auf dem Hintergrundlayer Topographische Karte.
6. 1 2 3 4 5  Einzugsgebiet nach dem Layer Basiseinzugsgebiet (AWGN).
7. 1 2 3  Länge abgemessen auf dem Hintergrundlayer Topographische Karte.
8. 1 2  Länge nach dem Layer Gewässernetz (AWGN). Ein bei Polygonzug unberücksichtigtes Anfangsstück wurde auf dem Hintergrundlayer Topographische Karte abgemessen und dazugeschlagen.
9. ↑  Höhe nach schwarzer Beschriftung auf dem Hintergrundlayer Topographische Karte.

### Andere
1. ↑  Josef Schmithüsen: Geographische Landesaufnahme: Die naturräumlichen Einheiten auf Blatt 161 Karlsruhe. Bundesanstalt für Landeskunde, Bad Godesberg 1952. → Online-Karte (PDF; 5,1 MB)
2. ↑  Zweckverband Hochwasserschutz Elsenz/Schwarzbach (Memento des Originals vom 16. Juli 2004 im Internet Archive)  Info: Der Archivlink wurde automatisch eingesetzt und noch nicht geprüft. Bitte prüfe Original- und Archivlink gemäß Anleitung und entferne dann diesen Hinweis.
3. ↑  Landesamt für Umwelt, Messungen und Naturschutz – Schutzgebietsverzeichnis (Memento des Originals vom 27. Oktober 2005 im Internet Archive)  Info: Der Archivlink wurde automatisch eingesetzt und noch nicht geprüft. Bitte prüfe Original- und Archivlink gemäß Anleitung und entferne dann diesen Hinweis.
4. ↑  Gewässergütekarte Baden-Württemberg 2004, Seite A24 (Memento vom 16. September 2008 im Internet Archive)